# William Carroll (Politiker, 1788)

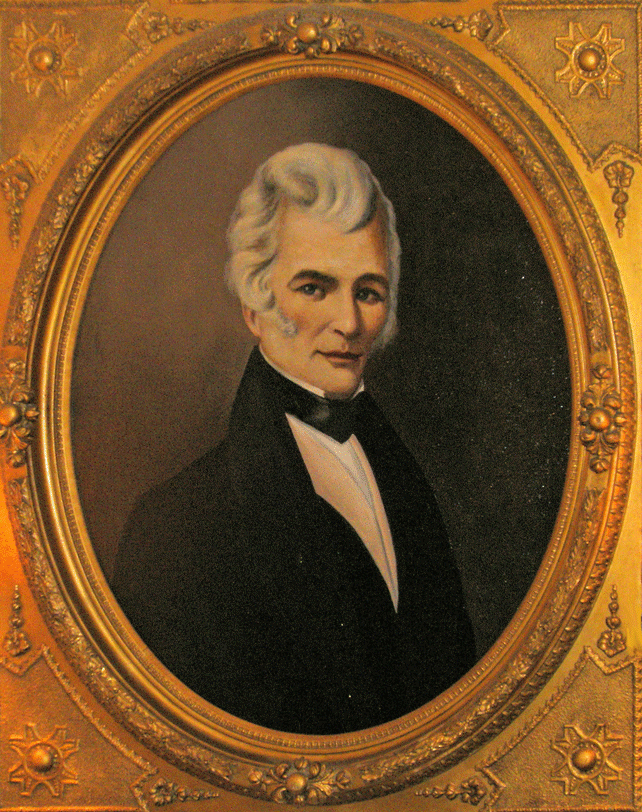
William Carroll

William Carroll (* 3. März 1788 bei Pittsburgh, Pennsylvania; † 22. März 1844 in Nashville, Tennessee) war ein US-amerikanischer Politiker und sechster sowie neunter Gouverneur von Tennessee.

## Frühe Jahre
Der in Pennsylvania geborene Carroll kam 1806 im Alter von 18 Jahren nach Tennessee. Obwohl seine Schulbildung eher unterdurchschnittlich war, eignete er sich gute Kenntnisse in Buchhaltung und Mathematik an. Das waren gute Voraussetzungen für eine erfolgreiche Karriere. 1810 zog er nach Nashville, wo er sich mit Andrew Jackson anfreundete, unter dem er dann auch in der Nationalgarde diente. Er nahm unter Jacksons Kommando 1811 an einem Feldzug gegen die Creek Indianer teil und diente auch im Krieg von 1812 unter Jackson. Dabei wurde er, genau wie dieser, sehr populär. 1816 betrieb er mit der „Andrew Jackson“ das erste Dampfboot auf dem Cumberland River. Allerdings wurde er 1819 Opfer einer Wirtschaftskrise, die ihn in den finanziellen Ruin trieb. Seine neue Armut und sein Ruf als Kriegsheld verhalfen ihm 1821 zur Wahl zum Gouverneur von Tennessee. Diese Wahl errang er auch aufgrund seiner Opposition zu den großen Pflanzern, Landspekulanten, und Banken, die kleinere Farmer und Bürger übervorteilten bzw. ausbeuteten.

## Gouverneur von Tennessee
Insgesamt war Carroll 12 Jahre Gouverneur. Er hält damit bis heute den Amtszeitrekord unter den Gouverneuren von Tennessee. John Sevier, der ebenfalls 6 Amtszeiten auszuweisen hat, war wegen der leicht verkürzten ersten Amtszeit etwas kürzer im Amt. 1823 und 1825 wurde Carroll ohne Opposition wiedergewählt. Die Verfassung erlaubte nur drei zusammenhängende Amtszeiten zu je zwei Jahren. Deshalb durfte er 1827 nicht kandidieren. Statt seiner wurde Sam Houston gewählt. Zwei Jahre später konnte Carroll das Amt zurückgewinnen. 1831 und 1833 wurde er ebenfalls wiedergewählt. Während seiner langen Amtszeit als Gouverneur reformierte er das Banksystem, das Justizwesen und die Strafgesetzgebung. Auch die Infrastruktur des Landes wurde verbessert und ein Krankenhaus für geistig Behinderte gebaut. Ein anderes Problem war die Vertreibung der Indianer unter dem sogenannten Indian Removal Act. Diese Aktionen begannen in seiner Amtszeit und wurden gegen 1840 abgeschlossen. Höhepunkt seiner Amtszeit war die Verfassungsreform von 1834. Die neue Verfassung löste diejenige von 1796 ab und gilt als Vorläufer der 1870 verabschiedeten Verfassung, die bis heute gilt. Die Macht der Exekutive, einschließlich des Gouverneurs, wurde in der neuen Verfassung gestärkt. Allerdings blieben die Amtszeiten auf zwei Jahre und drei zusammenhängende Legislaturperioden beschränkt. Carroll strebte 1837 trotzdem eine vierte zusammenhängende Amtszeit an und berief sich darauf, dass er unter der neuen Verfassung nur eine Amtszeit ausgefüllt habe. Die Wähler sahen dies anders und wählten ihn 1835 ab.

## Lebensabend und Tod
In der Bundespolitik unterstützte er seinen alten Freund Jackson, auch wenn er zeitweise mit dessen Gegner Henry Clay in Verbindung stand. Nach der umstrittenen Präsidentenwahl von 1824 wandte sich Carroll endgültig von Clay ab. Er unterstützte Jackson 1828 und 1832 bei dessen Präsidentschaftswahlkämpfen. Dieser vergab ihm daraufhin seine zwischenzeitliche Hinwendung zu Clay. Carroll war führendes Mitglied von Jacksons Demokratischer Partei in Tennessee. In dieser Eigenschaft unterstützte er auch 1836 die Kandidatur von Martin Van Buren. Nach dem Ausscheiden aus dem Amt des Gouverneurs ernannte ihn sein Freund Jackson zum Indianerbeauftragten, der mit den Cherokees über deren Umsiedlung unter dem Indian Removal Act verhandeln sollte. 1838 erhielt er von Präsident Van Buren die gleiche Aufgabe bei den Creek Indianern. Damals warfen ihm seine Kritiker vor, er habe diese Ämter für private Zwecke wie Landspekulationen missbraucht. Die Vorwürfe konnten weder bewiesen noch widerlegt werden. Ansonsten hat er nach seiner Niederlage 1835 nie wieder ein öffentliches Amt angestrebt. Er starb am 22. März 1844 in Nashville.
Nach ihm ist Carroll County in Tennessee benannt.